# Barcelona Open 2018
Il Barcelona Open 2018 è stato un torneo di tennis giocato sulla terra rossa. È stata la 66ª edizione del Torneo Godó, parte della categoria ATP Tour 500 nell'ambito dell'ATP World Tour 2018. La competizione si è disputata al Real Club de Tenis Barcelona di Barcellona, in Spagna, dal 23 al 29 aprile 2018.

## Partecipanti

### Teste di serie
| Nazionalità   | Giocatore             | Ranking* | Testa di serie |
| ------------- | --------------------- | -------- | -------------- |
| Spagna        | Rafael Nadal          | 1        | 1              |
| Bulgaria      | Grigor Dimitrov       | 5        | 2              |
| Austria       | Dominic Thiem         | 7        | 3              |
| Belgio        | David Goffin          | 10       | 4              |
| Spagna        | Pablo Carreño Busta   | 12       | 5              |
| Serbia        | Novak Đoković         | 13       | 6              |
| Argentina     | Diego Schwartzman     | 15       | 7              |
| Spagna        | Roberto Bautista Agut | 16       | 8              |
| Corea del Sud | Chung Hyeon           | 19       | 9              |
| Spagna        | Albert Ramos Viñolas  | 24       | 10             |
| Francia       | Adrian Mannarino      | 26       | 11             |
| Spagna        | Feliciano López       | 30       | 12             |
| Russia        | Andrej Rublëv         | 33       | 13             |
| Giappone      | Kei Nishikori         | 36       | 14             |
| Spagna        | Fernando Verdasco     | 37       | 15             |
| Russia        | Karen Chačanov        | 38       | 16             |

* Ranking al 16 aprile 2018.

### Altri partecipanti
I seguenti giocatori hanno ricevuto una wild card per il tabellone principale:
- Novak Đoković
- Marcel Granollers
- Pedro Martínez
- Jaume Munar
- Tommy Robredo

Il seguente giocatore è entrato in tabellone tramite il ranking protetto:
- Andreas Haider-Maurer

I seguenti giocatori sono passati dalle qualificazioni:

- Rogério Dutra da Silva
- Bjorn Fratangelo
- Il'ja Ivaška
- Martin Kližan
- Corentin Moutet
- Ricardo Ojeda Lara

I seguenti giocatori sono entrati in tabellone come lucky loser:
- Pablo Andújar
- Ernesto Escobedo
- Jozef Kovalík
- Aleksej Vatutin

### Ritiri
Prima del torneo
- Kevin Anderson → sostituito da  Malek Jaziri
- Chung Hyeon → sostituito da  Pablo Andújar
- David Ferrer → sostituito da  Dušan Lajović
- Philipp Kohlschreiber → sostituito da  Aleksej Vatutin
- Andrej Rublëv → sostituito da  Ernesto Escobedo
- Fernando Verdasco → sostituito da  Jozef Kovalík
- Horacio Zeballos → sostituito da  João Sousa

Durante il torneo
- Kei Nishikori

## Punti e montepremi
| Torneo    | Torneo              | V       | F       | SF      | QF     | 3T     | 2T     | 1T     | Q  | Q2    | Q1    |
| Singolare | Punti               | 500     | 300     | 180     | 90     | 45     | 20     | 0      | 10 | 4     | 0     |
| Singolare | Premi in denaro (€) | 501.700 | 245.940 | 123.780 | 62.945 | 32.690 | 17.240 | 9.310  | –  | 2.060 | 1.050 |
| Doppio    | Punti               | 500     | 300     | 180     | 90     | –      | –      | 0      | –  | –     | –     |
| Doppio    | Premi in denaro (€) | 162.940 | 79.770  | 40.020  | 20.540 | –      | –      | 10.620 | –  | –     | –     |

## Campioni

### Singolare
Rafael Nadal ha battuto in finale  Stefanos Tsitsipas con il punteggio di 6-2, 6-1.
- È il settantasettesimo titolo in carriera per Nadal, il secondo della stagione nonché l'undicesimo a Barcellona.

### Doppio
Feliciano López /  Marc López hanno battuto in finale  Aisam-ul-Haq Qureshi /  Jean-Julien Rojer con il punteggio di 7–6(5), 6-4.